# Лёгкая атлетика на летних Олимпийских играх 2020 — бег на 800 метров (женщины)
Соревнование в беге на 800 метров среди женщин на летних Олимпийских играх 2020 года проходили с 30 июля по 3 августа 2021 года на Японском национальном стадионе. В соревнованиях приняли участие 46 спортсменок из 28 стран.
Победителем на дистанции 800 метров и Олимпийской чемпионкой стала молодая 19 летняя американка Атинг Му, которая прервала период в 53 года без олимпийских побед для США — последней американкой победившей на этой дистанции была Мэдлин Мэннинг на летних Олимпийских играх 1968 года.
Серебряным призером стала молодая 19 летняя Кили Ходжкинсон из Великобритании. Бронзовая медаль у американской бегуньи Рэйвин Роджерс.

## Медалисты
| Золото       | Серебро                        | Бронза             |
| Атинг Му США | Кили Ходжкинсон Великобритания | Рэйвин Роджерс США |

## Ход турнира
Самой быстрой в полуфинальной квалификации стала 19-летняя сенсация Атинг Му. Кили Ходжкинсон, также 19-летняя, выиграв третий полуфинал, опередив Рэвин Роджерс, которая получила место в финале только по результатам лучшего времени среди не прошедших прямую квалификацию. В финал вышли три спортсменки из Великобритании и две из США.
За пределами США немногие знали Атинг Му, а в Америке у неё репутация была лидер сезона на дистанции 800 метров. В финальном забеге Му диктовала темп с первых метров, плотно удерживая лидерство в группе, и завершила первый круг за 57,82. Только Роджерс отставала на пару шагов от остальных. На следующих сотнях метров Му ускорился, и группа превратилась в одну линию. Когда оставалось 200 метров, Джемма Рики возглавить погоню за Му вместе с Алему и Гуль. Ходжкинсон присоединился к группе из четырех человек. В последнем повороте Му начала увеличивать отрыв, Ходжкинсон ускорилась и следовала за Рики. Роджерс была предпоследней на этом повороте. Ходжкинсон предприняла попытку погони за Атинг Му, но на финише отстала от неё на пять метров. Роджерс на финишной прямой, пробежав по 4 полосе, обогнала всех и забрала бронзу.
Время победы Му (1: 55,21) новый американский рекорд, а также улучшила свой собственный континентальный юниорский рекорд. Ходжкинсон установил британский национальный рекорд

## История
Соревнование в беге на 800 метров среди женщин на Олимпийских играх 2020 года проводиться в 17 раз. Впервые было проведено на Олимпийских играх 1928 года. В то время дистанцию считали слишком длиной для женщин и МОК исключила её из олимпийской программы. Повторно введена в программу 1960 году.

## Квалификация
Квалификационный стандарт на Олимпийские игры 2020 для бегунов на 800 метров установлен 1:59,50. Стандарт был установлен с целью включения в турнир спортсменов выполнившие на квалификационных соревнованиях установленный норматив, но которые не смогли пройти квалификацию по итогам мирового рейтинга ИААФ. Мировые рейтинги, основанные на расчете среднего из пяти лучших результатов спортсмена за квалификационный период с учетом сложности уровня соревнований. Данные условия для отбора спортсменов использоваться, пока не будет достигнуто ограничение в 48.
Квалификационный период первоначально был установлен с 1 мая 2019 года по 29 июня 2020 года. Из -за пандемии коронавирусной инфекции в период с 6 апреля 2020 года по 30 ноября 2020 года соревнования был приостановлены и дата окончания продлена до 29 июня 2021 года. Дата начала квалификации по итогам мирового рейтинга также была изменена с 1 мая 2019 г. на 30 июня 2020 г. Спортсмены выполнившие квалификационный стандарт в течение этого времени, были квалифицированы, а провести отбор по мировому рейтингу было не возможно из-за отсутствия легкоатлетических турниров. ИААФ изменил требование к расчету мирового рейтинга, включив соревнования как на открытом воздухе, так и в помещении, а также последний региональный чемпионат был засчитан, даже если он проведен не во время квалификационного периода.
Национальный олимпийский комитет (НОК) может заявить не более 3 квалифицированных спортсменок в забеге 800 метров. Если все спортсменки соответствуют начальному квалификационному стандарту или прошли квалификацию путем ранжирования мирового рейтинга в течение квалификационного периода. (Ограничение в 3 было введено на Олимпийском Конгрессе в 1930 г.)
22 бегуна прошли квалификацию по установленному нормативу; 20 — по позициям мирового рейтинга и 3 — НОК использовали свое универсальное место и ввели одного спортсмена, так как у них нет спортсменов, соответствующих стандарту входа на легкоатлетическое мероприятие — в беге на 800 метров среди женщин.

## Рекорды
Мировой и олимпийский рекорды до начала летних Олимпийских игр 2020 года:
| Мировой рекорд     | Ярмила Кратохвилова (TCH) | 1:53.28 | Мюнхен | 26 июля 1983 |
| Олимпийский рекорд | Надежда Олизаренко (URS)  | 1:53.43 | Москва | 27 июля 1980 |

## Формат и календарь турнира
В соревнованиях по-прежнему использовался формат отборочных соревнований из трех основных раундов, введенный в 2012 году.
Время Олимпийских объектов местное (Япония, UTC+9)
| Дата                    | Время | Раунд     |
| ----------------------- | ----- | --------- |
| Пятница, 30 июля 2021   | 09:00 | Раунд 1   |
| Суббота, 31 июля 2021   | 19:00 | Полуфинал |
| Вторник, 3 августа 2021 | 19:25 | Финал     |

## Результаты

### Раунд 1
Квалификационные правила: первые 3 в каждом забеге (Q) и дополнительно 6 с лучшими показанными результатами из всех забегов (q) проходят в полуфинал.

#### Забег 1
| Место | Дорожка | Спортсмен      | НОК       | Время   | Примечание |
| ----- | ------- | -------------- | --------- | ------- | ---------- |
| 1     | 3       | Ренель Ламот   | Франция   | 2:01.92 | Q          |
| 2     | 5       | Винни Наньондо | Уганда    | 2:02.02 | Q          |
| 3     | 2       | Лор Хоффманн   | Швейцария | 2:02.05 | Q          |
| 4     | 4       | Анжелика Сарна | Польша    | 2:02.18 |            |
| 5     | 8       | Мадлен Келли   | Канада    | 2:02.39 |            |
| 6     | 6       | Морган Митчелл | Австралия | 2:05.44 |            |
|       | 7       | Лига Велвере   | Латвия    | DNF     |            |

#### Забег 2
| Место | Дорожка | Спортсмен      | НОК                          | Время   | Примечание |
| ----- | ------- | -------------- | ---------------------------- | ------- | ---------- |
| 1     | 1       | Натоя Гуль     | Ямайка                       | 1:59.83 | Q          |
| 2     | 3       | Ноэли Яриго    | Бенин                        | 2:00.11 | SB, Q      |
| 3     | 2       | Хедда Хинн     | Норвегия                     | 2:00.76 | Q          |
| 4     | 4       | Халима Накаайи | Уганда                       | 2:00.92 | Q          |
| 5     | 6       | Катарина Трост | Германия                     | 2:00.99 | Q          |
| 6     | 8       | Юнис Сум       | Кения                        | 2:03.00 |            |
| 7     | 5       | Надя Пауэр     | Ирландия                     | 2:03.74 |            |
| 8     | 7       | Роза Локоньен  | Олимпийская сборная беженцев | 2:11.87 |            |

#### Забег 3
| Место | Дорожка | Спортсмен            | НОК      | Время   | Примечание |
| ----- | ------- | -------------------- | -------- | ------- | ---------- |
| 1     | 2       | Атинг Му             | США      | 2:01.10 | Q          |
| 2     | 5       | Хабитам Алему        | Эфиопия  | 2:01.20 | Q          |
| 3     | 7       | Джоанна Юзвик        | Польша   | 2:01.87 | Q          |
| 4     | 6       | Мелисса Бишоп-Нриагу | Канада   | 2:02.11 |            |
| 5     | 3       | Кристина Херинг      | Германия | 2:02.23 |            |
| 6     | 4       | Бианка Барта-Кери    | Венгрия  | 2:02.82 |            |
| 7     | 8       | Луиза Шанахан        | Ирландия | 2:03.57 |            |

#### Забег 4
| Место | Дорожка | Спортсмен          | НОК            | Время   | Примечание |
| ----- | ------- | ------------------ | -------------- | ------- | ---------- |
| 1     | 5       | Рэйвин Роджерс     | США            | 2:01.42 | Q          |
| 2     | 7       | Кили Ходжкинсон    | Великобритания | 2:01.59 | Q          |
| 3     | 1       | Мэри Мораа         | Кения          | 2:01.66 | Q          |
| 4     | 6       | Нетсанет Деста     | Эфиопия        | 2:01.98 |            |
| 5     | 4       | Линдси Баттерворт  | Канада         | 2:02.45 |            |
| 6     | 3       | Анна Вельгош       | Польша         | 2:03.20 |            |
| 7     | 8       | Шифра Клери Бютнер | Ирландия       | 2:04.62 |            |
| 8     | 2       | Нимали Валиварша   | Шри-Ланка      | 2:10.23 |            |

#### Забег 5
| Место | Дорожка | Спортсмен          | НОК                      | Время          | Примечание |
| ----- | ------- | ------------------ | ------------------------ | -------------- | ---------- |
| 1     | 8       | Роза Мэри Альманза | Куба                     | 2:00.71        | Q          |
| 2     | 3       | Дебора Родригес    | Уругвай                  | 2:00.90        | Q          |
| 3     | 1       | Рабабе Арафи       | Марокко                  | 2:00.96 (.957) | Q          |
| 4     | 4       | Александра Белл    | Великобритания           | 2:00.96 (.960) | Q          |
| 5     | 6       | Катриона Биссет    | Австралия                | 2:01.65        |            |
| 6     | 5       | Делия Склабас      | Швейцария                | 2:03.03        |            |
| 7     | 7       | Шафиква Мэлоуни    | Сент-Винсент и Гренадины | 2:07.89        |            |
| 8     | 2       | Д'Джамиля Таварес  | Сан-Томе и Принсипи      | 2:16.72        | PB         |

#### Забег 6
| Место | Дорожка | Спортсмен          | НОК            | Время   | Примечание |
| ----- | ------- | ------------------ | -------------- | ------- | ---------- |
| 1     | 4       | Джемма Рики        | Великобритания | 1:59.97 | Q          |
| 2     | 1       | Эджи Уилсон        | США            | 2:00.02 | Q          |
| 3     | 7       | Ван Чуньюй         | Китай          | 2:00.05 | Q          |
| 4     | 6       | Сара Куйвасто      | Финляндия      | 2:00.15 | Q, NR      |
| 5     | 8       | Елена Белло        | Италия         | 2:01.07 | Q          |
| 6     | 2       | Наталья Ромеро     | Испания        | 2:01.16 | Q, PB      |
| 7     | 5       | Габриэла Гаянова   | Словакия       | 2:01.41 | SB         |
| 8     | 3       | Эмили Черотич Туэй | Кения          | 2:08.08 |            |

### Полуфиналы
Квалификационные правила: первые 2 в каждом забеге (Q) и дополнительно 2 с лучшими показанными результатами из всех забегов (q) проходят в полуфинал.

#### Полуфинал 1
| Место | Дорожка | Спортсмен      | НОК            | Время   | Примечание |
| ----- | ------- | -------------- | -------------- | ------- | ---------- |
| 1     | 5       | Натоя Гуль     | Ямайка         | 1:59.57 | Q          |
| 2     | 3       | Джемма Рики    | Великобритания | 1:59.77 | Q          |
| 3     | 8       | Мэри Мораа     | Кения          | 2:00.47 |            |
| 4     | 4       | Эджи Уилсон    | США            | 2:00.79 |            |
| 5     | 2       | Джоанна Юзвик  | Польша         | 2:02.32 |            |
| 6     | 1       | Елена Белло    | Италия         | 2:02.35 |            |
| 7     | 7       | Хедда Хинн     | Норвегия       | 2:02.38 |            |
| 8     | 6       | Халима Накаайи | Уганда         | 2:04.44 |            |

#### Полуфинал 2
| Место | Дорожка | Спортсмен       | НОК            | Время   | Примечание |
| ----- | ------- | --------------- | -------------- | ------- | ---------- |
| 1     | 4       | Атинг Му        | США            | 1:58.07 | Q          |
| 2     | 3       | Хабитам Алему   | Эфиопия        | 1:58.40 | Q          |
| 3     | 5       | Александра Белл | Великобритания | 1:58.83 | Q          |
| 4     | 7       | Лор Хоффманн    | Швейцария      | 1:59.38 |            |
| 5     | 6       | Ренель Ламот    | Франция        | 1:59.40 |            |
| 6     | 1       | Сара Куйвасто   | Финляндия      | 1:59.41 | NR         |
| 7     | 8       | Ноэли Яриго     | Бенин          | 2:01.41 |            |
| 8     | 2       | Наталья Ромеро  | Испания        | 2:01.52 |            |

#### Полуфинал 3
| Место | Дорожка | Спортсмен          | НОК            | Время   | Примечание |
| ----- | ------- | ------------------ | -------------- | ------- | ---------- |
| 1     | 5       | Кили Ходжкинсон    | Великобритания | 1:59.12 | Q          |
| 2     | 8       | Ван Чуньюй         | Китай          | 1:59.14 | Q, PB      |
| 3     | 3       | Рэйвин Роджерс     | США            | 1:59.28 | Q          |
| 4     | 4       | Роза Мэри Альманза | Куба           | 1:59.65 |            |
| 5     | 1       | Винни Наньондо     | Уганда         | 1:59.84 | SB         |
| 6     | 7       | Рабабе Арафи       | Марокко        | 1:59.86 |            |
| 7     | 2       | Дебора Родригес    | Уругвай        | 2:01.76 |            |
| 8     | 6       | Катарина Трост     | Германия       | 2:02.14 |            |

### Финал
| Место | Дорожка | Спортсмен       | НОК            | Время   | Примечание |
| ----- | ------- | --------------- | -------------- | ------- | ---------- |
| 1     | 3       | Атинг Му        | США            | 1:55.21 | NR         |
| 2     | 4       | Кили Ходжкинсон | Великобритания | 1:55.88 | NR         |
| 3     | 8       | Рэйвин Роджерс  | США            | 1:56.81 | PB         |
| 4     | 6       | Джемма Рики     | Великобритания | 1:56.90 | PB         |
| 5     | 2       | Ван Чуньюй      | Китай          | 1:57.00 | PB         |
| 6     | 7       | Хабитам Алему   | Эфиопия        | 1:57.56 | SB         |
| 7     | 1       | Александра Белл | Великобритания | 1:57.66 | PB         |
| 8     | 5       | Натоя Гуль      | Ямайка         | 1:58.26 |            |